# 韋斯利 (緬因州)
韋斯利（英語：Wesley）是一個位於美國緬因州華盛頓縣的鎮。

## 人口
根據2020年美國人口普查的數據，韋斯利的面積為131.16平方千米，當中陸地面積為129.19平方千米，而水域面積為1.97平方千米。當地共有人口122人，而人口密度為每平方千米1人。